# Lato w mieście (serial telewizyjny)
Lato w mieście (hebr. יומני החופש הגדול, wł. Summer Days) – izraelski serial fabularny, nadawany w Izraelu od 12 sierpnia 2012 na izraelskim Disney Channel. W Polsce wyemitowano tylko pierwszy sezon, a premiera nastąpiła 20 października 2014 na kanale Disney Channel.

## Fabuła
Dana, Elinor, Tamar i Dafi mieszkają w tym samym budynku w Tel Awiwie, Izraelu, od pierwszej klasy, i przysięgły sobie, że zostaną przyjaciółkami na zawsze. W letnie wakacje między ósmą a dziewiątą klasą, Dana nagle przeprowadziła się do Włoch na trzy lata. Aby pozostać z nią w kontakcie, Elinor, Tamar i Dafi łączą się z nią przez internet na co dzień i to w letnie wakacje pełne śmiesznych zabaw i przygód. Trzy dziewczyny planują również znaleźć pracę, aby zaoszczędzić pieniądze, żeby odwiedzić przyjaciółkę w Mediolanie w ostatnim tygodniu wakacji.

## Bohaterowie

### Pierwszoplanowi
- Tamar Golan (Lihi Kornowski) – „Dusza” grupy, Tamar jest jedyną córką dwóch oddanych rodziców. Utalentowana tancerka tańca nowoczesnego, która przygotowuje się na przesłuchanie do upragnionej prestiżowej firmy tanecznej. To piękna dziewczyna, która jest prawdziwym łamaczem serc z ciepłą osobowością i zbyt pozytywnym nastawieniem. Kocha zwierzęta, dzieci i romantyczne zachody słońca. Jest nieco rozproszona, zawsze coś gubi lub zapomina, i często ma kłopoty z powodu pomysłowości. Na szczęście zawsze jest ktoś pod ręką, aby jej pomógł w kłopotach: przyjaciele, rodzice lub jakiś entuzjastyczny wielbiciel. Jej pierwszą miłością w serialu był Gur, chociaż jej miłość do niego była trudna do odnalezienia, ponieważ Elinor także była w nim zakochana. Pierwsza praca Tamar polegała na opiekowaniu się psami, bo bardzo kocha zwierzęta, ale potem Elinor załatwia jej pracę opiekunki do dzieci. Tamar nie była zadowolona z przyjazdu kuzynki, Karine Cramer, która była bardzo bogata i próżna. Ale kiedy Tamar i Karine spędzają więcej czasu razem, stają się dobrymi przyjaciółkami.
- Elinor Kessler (Gaya Gur Arie) – „Mózg” grupy, zawsze informowana o tym co się dzieje w mieście, i jest tym kto decyduje co trio robi co dzień. Ma brata bliźniaka, Toma. Elinor nigdy nie miała naładowanego telefonu komórkowego, gotówki i apteczki; Jest bardzo mądra i logiczna. Naturalne piękno, Elinor nie nosi makijażu i nie poświęca zbyt dużo czasu na wygląd. Może czuć się przytłoczona kiedy rzeczy nie idą dobrze jak planowała. Ma tendencję do nadmiernego analizowania rzeczy i przygotowuje grafiki w kolorach na każdym aspekcie swojego życia. Nienawidzi podejmować większego ryzyka i potrafi wymykać się spod kontroli. Niestety dla niej, takie jest życie. Zakochana w Gurze, ale kiedy dowiaduje się, że Tamar także jest w nim zakochana, próbuje zapomnieć o miłości do niego, ale bezskutecznie.
- Dafi Carmon (Carmel Lotan) – „Usta” grupy. Najmłodsza z trzech sióstr, z których dwie starsze nie mieszkają już z nią w domu. Jest towarzyska, dowcipna, ostra i rozmowna, wicher energii z dużymi ustami. Nie boi się nosić tego co chce i nie podlega żadnym zasadom w modzie. Jest muzycznie utalentowana i nieustępliwa, co ją określa do jakości muzyki. Gra w zespole razem z Tomem, bratem bliźniakiem Elinor.
- Dana Treslan (Noel Berkovitch) – czwarta przyjaciółka grupy. Musiała się przeprowadzić z rodziną do Mediolanu. Codziennie komunikuje się z przyjaciółkami przez internet, i rozmawia z nimi na wideoczacie o ich przygodach. Oczekuje wizyty przyjaciół we Włoszech.
- Karine Cramer (Michaela Elkin) – kuzynka Tamar, która chciała spędzić wakacje w Izraelu, żeby poznać kraj, ale tak naprawdę szuka ojca, którego straciła wiele lat temu, i ma tylko jedną wskazówkę – otrzymany od ojca list z adresem w Tel Awiwie. Jest bardzo bogata i rozpieszczona, ale to się zmienia. Pochodzi z Los Angeles.
- Gur (Gefen Barkai) – surfer, który pracuje w barze Milkshake, chłopak Tamar. Przyjaźni się z Elinor, która zakochuje się w nim. Jego rodzina ma kłopoty finansowe. Ma młodszego brata, Mukiego.
- Tom Kessler (Silvan Presler) – brat bliźniak Elinor. Bardzo dobry muzyk i piosenkarz. Gra w zespole razem z Dafi. Zakochany w Karine i pomaga jej odnaleźć ojca.

### Drugoplanowi
- Sharon Dagan (Dana Adini) – słynna producentka muzyczna. Odkryła Dafi i Toma kiedy śpiewali i grali, i zaproponowała im kontrakt.
- Francesco – przewodnik Dany. Z kolei pomaga Danie w Mediolanie, a nawet jest jej chłopakiem.
- Dean Lahav (Rom Barnea) – jest jedną z gwiazd odkrytych przez Sharon. Dafi jest jego wielką fanką.
- Sigal (Dana Berger) – matka Tamar. Zachodzi w ciążę w połowie sezonu.
- Micha (Aki Avni) i Ruti (Michal Yanai) – rodzice Gura i Mukiego. Mają problemy finansowe.
- Muki (Gilad Brown) – młodszy brat Gura. Często jest niegrzeczny w stosunku do Tamar, ale jest przyjazny dla starszego brata. Zawsze chętny do pomocy bratu, ale zawsze prosi o coś w zamian.
- Talia Cramer (Dafna Rechter) – matka Karine. Ze względu na pracę rzadko widywała swoją córkę. Ukrywała przed córką straszną prawdę o jej niewidzianym od lat ojcu.
- Noah Horowitz (Guy Loel) – ojciec Karine. Nie miał kontaktu ze swoją córką, bo był w więzieniu.
- Boaz (Yaron Brovinsky) – menadżer baru Milkshake. Szef Elinor i Gura.

## Wersja polska
Wersja polska: SDI Media Polska

Reżyseria: Joanna Węgrzynowska-Cybińska

Tekst polski:
- Anna Izdebska (odc. 1-4, 11),
- Małgorzata Kochańska (odc. 5-7, 10, 12-18, 26-30, 49-50),
- Ewa Mart (odc. 8-9, 34-35),
- Katarzyna Wojsz (odc. 19-25, 31-33, 41-43),
- Krzysztof Pieszak (odc. 36-38),
- Marta Robaczewska (odc. 39-40),
- Zofia Jaworowska (odc. 44-45),
- Marcin Bartkiewicz (odc. 46-48)

Koordynator produkcji: Ewa Krawczyk

Dźwięk: Łukasz Fober

W wersji polskiej udział wzięli:
- Zuzanna Galia – Karine Cramer
- Aleksandra Kowalicka – Dafi Carmon
- Joanna Pach-Żbikowska – Tamar Golan
- Agata Paszkowska – Elinor Kessler
- Klaudia Kuchtyk – Dana Treslan
- Izabella Bukowska-Chądzyńska – Sigal
- Julia Kołakowska-Bytner – Ruti
- Anna Sroka-Hryń – Sharon Dagan
- Piotr Bąk –
  - bezdomny (odc. 1),
  - Yariv (odc. 4, 8-9, 12, 14-15, 31-32, 34-35, 40, 45-46, 48-49)
- Franciszek Boberek – Tom Kessler
- Tomasz Drabek – Micha
- Przemysław Niedzielski – Gur
- Przemysław Wyszyński – Dean Lahav
- Piotr Bajtlik – Boaz
- Olga Omeljaniec – Mika (odc. 7-9, 12, 14, 18-20, 30-31, 35, 41, 43, 45-50)
- Łukasz Węgrzynowski –
  - dziennikarz (odc. 10, 13, 16),
  - Omri (odc. 21)

oraz:
- Karol Jankiewicz –
  - Francesco,
  - chłopak szukający pracy dla kelnerów (odc. 1),
  - chłopak na przystanku autobusowym (odc. 4),
  - lekarz (odc. 21)
- Jakub Jankiewicz – Muki
- Krzysztof Cybiński –
  - klient w Milkshake’u (odc. 2, 17),
  - Levi (odc. 3),
  - reżyser teledysku (odc. 9),
  - fotograf (odc. 10, 13),
  - mężczyzna na widowni (odc. 10),
  - jeden z chłopaków stojących w kolejce (odc. 15),
  - prezenter radiowy (odc. 15),
  - facet od świateł (odc. 16),
  - strażnik (odc. 19),
  - taksówkarz (odc. 21),
  - Erez (odc. 22),
  - chłopak szukający ekipy telewizyjnej (odc. 25),
  - inspektor sanitarny (odc. 26),
  - jeden z chłopaków idących do klubu Nona (odc. 26),
  - poczta głosowa Yoava (odc. 30),
  - Nathan (odc. 36),
  - kolega Gura (odc. 37),
  - głos z telewizji (odc. 43, 46),
  - reżyser serialu (odc. 43, 48),
  - kurier ze sklepu muzycznego (odc. 44),
  - producent (odc. 47),
  - producent wytwórni Barshalon (odc. 48),
  - właściciel sklepu z hulajnogami (odc. 48)
- Antonina Oraczewska –
  - Anna (odc. 3),
  - Shachar (odc. 15),
  - Romi (odc. 18-20, 41-50),
  - Bionda
- Mateusz Narloch – Maor (odc. 4)
- Beata Wyrąbkiewicz – mama Dafi (odc. 4, 25)
- Agnieszka Kunikowska – Talia Cramer (odc. 5)
- Jakub Wocial – Yonatan (odc. 7-8)
- Anna Wodzyńska –
  - sprzedawczyni (odc. 8),
  - Maayan (odc. 24-25),
  - Maya (odc. 27),
  - klientka w Milkshake’u (odc. 30),
  - kobieta stojąca w kolejce – numer 864 (odc. 35),
  - pokojówka
- Katarzyna Łaska –
  - klientka w sklepie odzieżowym (odc. 8),
  - jedna ze stylistek (odc. 11),
  - Anna (odc. 25, 30),
  - Shira Kahana (odc. 32, 34-35, 37-45, 47-48, 50)
- Monika Węgiel – Liat (odc. 9)
- Krzysztof Plewako-Szczerbiński –
  - Pelato (odc. 12, 14, 19),
  - jeden z chłopaków idących do klubu Nona (odc. 26),
  - taksówkarz (odc. 26),
  - jeden z uczestników kursu muzycznego (odc. 29),
  - Wusi (odc. 32)
- Krzysztof Szczepaniak – Yaron (odc. 13-15)
- Hanna Kinder-Kiss –
  - sekretarka (odc. 14),
  - recepcjonistka (odc. 21-22)
- Artur Kaczmarski –
  - właściciel mieszkania (odc. 14),
  - mężczyzna stojący w kolejce (odc. 22)
- Magdalena Krylik –
  - operatorka (odc. 15),
  - jedna z fanek Deana (odc. 15),
  - jedna z dziewczyn stojących w kolejce (odc. 15)
- Agnieszka Fajlhauer –
  - jedna z fanek Deana (odc. 15),
  - hostessa (odc. 15, 37),
  - jedna z dziewczyn stojących w kolejce (odc. 15),
  - jedna z fanek Dafi (odc. 16),
  - Talia Cramer (odc. 23-29, 35, 38, 41, 43, 48-50),
  - producentka z agencji dla artystów (odc. 47),
  - Lilush,
  - Cliente Donna
- Katarzyna Wolfke – Rottem (odc. 18-19)
- Daria Morawiec – fryzjerka (odc. 19)
- Paulina Sacharczuk –
  - Galia (odc. 20, 23-27),
  - Yarden (odc. 23),
  - Maya (odc. 26)
- Michał Konarski – Noah Horowitz (odc. 22, 43-44, 47, 49-50)
- Monika Rowińska –
  - klientka w Milkshake’u (odc. 24),
  - recepcjonistka w spa (odc. 25)
- Małgorzata Kozłowska – Amit (odc. 27-29)
- Kamil Pruban – Yitai (odc. 28-34, 36-41, 43, 45-50)
- Krzysztof Gantner – Oren (odc. 29)
- Magdalena Pawelec –
  - centrala telefoniczna (odc. 30),
  - Gali
- Kamil Kula – Edan (odc. 33)
- Bożena Furczyk –
  - pani architekt (odc. 33),
  - Orit (odc. 35)
- Anna Sztejner –
  - pani architekt (odc. 37),
  - jedna z fanek Toma (odc. 37),
  - sekretarka Talii (odc. 39),
  - jedna z koleżanek Avigail (odc. 39),
  - automatyczna sekretarka (odc. 41),
  - koleżanka Romi (odc. 42),
  - koleżanka Tamar z akademii tańca (odc. 45),
  - Ella Nitz (odc. 46),
  - sekretarka z Yoav Music Productions (odc. 47),
  - pracowniczka na planie zdjęciowym (odc. 48)
- Lucyna Malec – Judy Meyer (odc. 37)
- Jacek Król – producent serialu (odc. 43)
- Magdalena Wasylik –
  - Yael (odc. 46-47),
  - sekretarka z Merci Ev Productions (odc. 47),
  - hostessa (odc. 47)
- Weronika Asińska – Noi

Lektor:
- Piotr Bąk (odc. 1-5),
- Grzegorz Pawlak (odc. 6-50)

## Spis odcinków
| Serie | Odcinki | Premiera serii   | Finał serii          | Premiera serii       | Finał serii      |
| ----- | ------- | ---------------- | -------------------- | -------------------- | ---------------- |
| 1     | 50      | 19 sierpnia 2012 | 31 października 2012 | 20 października 2014 | 28 sierpnia 2015 |
| 2     | 50      | 18 sierpnia 2013 | 29 października 2013 | nieemitowany         | nieemitowany     |

## Lista odcinków
| Polska premiera odcinka | Nr | Polski tytuł                             | Włoski tytuł                 |
| ----------------------- | -- | ---------------------------------------- | ---------------------------- |
|                         |    |                                          |                              |
| SERIA PIERWSZA          |    |                                          |                              |
|                         |    |                                          |                              |
| 20.10.2014              | 01 | Wakacyjne wyzwanie                       | Vacanze impegnative          |
|                         |    |                                          |                              |
| 21.10.2014              | 02 | Gość                                     | L’ospite                     |
|                         |    |                                          |                              |
| 22.10.2014              | 03 | Idealne bikini                           | Il bikini perfetto           |
|                         |    |                                          |                              |
| 23.10.2014              | 04 | Koncert                                  | Il concerto                  |
|                         |    |                                          |                              |
| 24.10.2014              | 05 | Niespodzianka                            | La sorpresa                  |
|                         |    |                                          |                              |
| 27.10.2014              | 06 | Możliwości rynkowe                       | Il mercatino delle occasioni |
|                         |    |                                          |                              |
| 28.10.2014              | 07 | Cierpenia miłości                        | Sofferenze d’amore           |
|                         |    |                                          |                              |
| 29.10.2014              | 08 | W jedności siła                          | L’unione fa la forza         |
|                         |    |                                          |                              |
| 30.10.2014              | 09 | Teledysk                                 | Video musicale               |
|                         |    |                                          |                              |
| 31.10.2014              | 10 | Przyjęcie projekcji                      | Festa per la proiezione      |
|                         |    |                                          |                              |
| 03.11.2014              | 11 | Trener osobisty                          | Allenatore personale         |
|                         |    |                                          |                              |
| 04.11.2014              | 12 | Przesłuchanie                            | Audizione                    |
|                         |    |                                          |                              |
| 05.11.2014              | 13 | Dzień niespodzianek                      | Giornata di sorprese         |
|                         |    |                                          |                              |
| 06.11.2014              | 14 | Śledztwo                                 | Indagine                     |
|                         |    |                                          |                              |
| 07.11.2014              | 15 | Pierwsze terminy                         | Primi appuntamenti           |
|                         |    |                                          |                              |
| 05.01.2015              | 16 | Cena sukcesu                             | Il prezzo del successo       |
|                         |    |                                          |                              |
| 06.01.2015              | 17 | Nieporozumienia                          | Equivoci                     |
|                         |    |                                          |                              |
| 07.01.2015              | 18 | Zaproszenie                              | L’invito                     |
|                         |    |                                          |                              |
| 08.01.2015              | 19 | Wszystkiego najlepszego z okazji urodzin | Buon compleanno              |
|                         |    |                                          |                              |
| 09.01.2015              | 20 | Podróż                                   | Il viaggio                   |
|                         |    |                                          |                              |
| 12.01.2015              | 21 | Wakacje w Ejlacie                        | Vacanze e Eilat              |
| 13.01.2015              | 22 | Wakacje w Ejlacie                        | Vacanze e Eilat              |
|                         |    |                                          |                              |
| 14.01.2015              | 23 | Tylko przyjaciele                        | Solo amici                   |
|                         |    |                                          |                              |
| 15.01.2015              | 24 | Stażystka                                | La tirocinate                |
|                         |    |                                          |                              |
| 16.01.2015              | 25 | Gwiazda na dzień                         | Star per un giorno           |
|                         |    |                                          |                              |
| 13.07.2015              | 26 | Nona kontra Milkshake                    | Nona vs Milkshake            |
|                         |    |                                          |                              |
| 14.07.2015              | 27 | Wątpliwości Tamar                        | I dubbi di Tamar             |
|                         |    |                                          |                              |
| 15.07.2015              | 28 | Wielbiciel                               | L’ammiratore                 |
|                         |    |                                          |                              |
| 16.07.2015              | 29 | Spotkanie                                | L’incontro                   |
|                         |    |                                          |                              |
| 17.07.2015              | 30 | Pierścień                                | L’anello                     |
|                         |    |                                          |                              |
| 20.07.2015              | 31 | Wywiad                                   | L’intervista                 |
|                         |    |                                          |                              |
| 21.07.2015              | 32 | Strategie miłości                        | Strategie d’amore            |
|                         |    |                                          |                              |
| 22.07.2015              | 33 | Stara miłość                             | Un vecchio amore             |
|                         |    |                                          |                              |
| 23.07.2015              | 34 | Obiad                                    | La cena                      |
|                         |    |                                          |                              |
| 24.07.2015              | 35 | Paszport                                 | Il passaporto                |
|                         |    |                                          |                              |
| 10.08.2015              | 36 | Lekcja prywatna                          | Lezione privata              |
|                         |    |                                          |                              |
| 11.08.2015              | 37 | Producentka                              | La produttrice               |
|                         |    |                                          |                              |
| 12.08.2015              | 38 | Zawody surfingowe                        | La gara di surf              |
|                         |    |                                          |                              |
| 13.08.2015              | 39 | Pamiętnik                                | Il diario                    |
|                         |    |                                          |                              |
| 14.08.2015              | 40 | Egzamin                                  | L’esame                      |
|                         |    |                                          |                              |
| 17.08.2015              | 41 | Inspiracja                               | L’ispirazione                |
|                         |    |                                          |                              |
| 18.08.2015              | 42 | Surferka                                 | La surfista                  |
|                         |    |                                          |                              |
| 19.08.2015              | 43 | Scenariusz                               | Sceneggiatura                |
|                         |    |                                          |                              |
| 20.08.2015              | 44 | Niespodzianka                            | La sorpresa                  |
|                         |    |                                          |                              |
| 21.08.2015              | 45 | Walizka                                  | La valigia                   |
|                         |    |                                          |                              |
| 24.08.2015              | 46 | Reklama                                  | La pubblicità                |
|                         |    |                                          |                              |
| 25.08.2015              | 47 | Próba generalna                          | Prova generale               |
|                         |    |                                          |                              |
| 26.08.2015              | 48 | Mediolan                                 | Milano                       |
|                         |    |                                          |                              |
| 27.08.2015              | 49 | Odnalezione przyjaźnie                   | Amicizie ritrovate           |
| 28.08.2015              | 50 | Odnalezione przyjaźnie                   | Amicizie ritrovate           |
|                         |    |                                          |                              |